# Euphorbia machrisiae
Euphorbia machrisiae es una especie de fanerógama perteneciente a la familia de las euforbiáceas.  Es originaria de Brasil.

## Taxonomía
Euphorbia machrisiae fue descrita por  Julian Alfred Steyermark y publicado en Los Angeles County Museum Contributions in Science 21: 11. 1958.
Etimología
Euphorbia: nombre genérico que deriva del médico griego del rey Juba II de Mauritania (52 a 50 a. C. - 23), Euphorbus, en su honor – o en alusión a su gran vientre –  ya que usaba médicamente Euphorbia resinifera. En 1753 Carlos Linneo asignó el nombre a todo el género.
machrisiae: epíteto otorgado en honor del filántropo estadounidense   Maurice A. Machris y su esposa, quienes patrocinaron una expedición a Brasil en 1956 en la que descubrieron la planta.